# شیگائون
شیگائون (به انگلیسی: Shiggaon) یک زیستگاه انسانی در هند است که در ناحیه هاوری واقع شده‌است.

## خصوصیات
شیگائون ۲۴٬۳۱۸ نفر جمعیت دارد و ۶۰۱ متر بالاتر از سطح دریا واقع شده‌است.